# Paramphiascella langi
Paramphiascella langi is een eenoogkreeftjessoort uit de familie van de Miraciidae. De wetenschappelijke naam van de soort werd in 1936 voor het eerst geldig gepubliceerd door Albert Monard.